# Burka Band
Burka Band (także Burqa Band) – afgański żeński zespół muzyczny założony pod koniec 2002 roku, w Kabulu, uważany za pierwszy zespół wykonujący muzykę pop po odsunięciu od władzy Talibów.
Burka Band założyła pod koniec 2002 roku perkusistka Nargiz, po spotkaniu niemieckiego producenta muzycznego. Zespół powstał w okresie odwilży po interwencji wojsk amerykańskich w Afganistanie w 2001 roku, i odsunięciu od władzy talibów. Trzy młode kobiety, ubrane w tradycyjne afgańskie stroje (burki zakrywające twarze oraz długie niebieskie szaty) nagrały amatorsko w szkole muzycznej swoje utwory. Utwór „Burka Blue” został zremiksowany przez Barbarę Morgenstern i wydany w Niemczech przez wytwórnię płytową Ata Tak. „Burka Blue” cieszyła się popularnością w Niemczech.
Teksty piosenek napisała główna wokalista Burka Band. 
Obawiając się potępienia i szykan ze strony konserwatywnych wyznawców islamu dziewczyny z Burka Bandu nie ujawniły swoich tożsamości. Perkusistka i wokalistka Nargiz przyznała, że o jej działalności wie tylko jej matka, siostra i kilku przyjaciół. Burka Band nigdy nie wystąpiła w Afganistanie, ale zespołowi udało się zagrać jeden koncert w Kolonii.
Obecnie zespół nie istnieje. Główna wokalistka Burka Band przeprowadziła się do Pakistanu.

## Dyskografia
- Burka Blue (singel)[4]
- Burka Blue (EP)[4]